# Imperium (2016)
Imperium ist ein US-amerikanischer Spielfilm aus dem Jahr 2016. In der Hauptrolle spielt Daniel Radcliffe einen FBI-Agenten, der undercover in der rechtsextremen amerikanischen Skinhead-Szene ermittelt. Regie führte Daniel Ragussis, der gemeinsam mit Michael German das Drehbuch schrieb.

## Handlung
Der junge FBI-Agent Nate Foster arbeitet in einer Ermittlungskommission gegen islamistische Terroristen. Obwohl der introvertierte und kultivierte Schreibtischarbeiter von seinen praxiserfahrenen Kollegen nicht für voll genommen wird und regelmäßig als Zielscheibe für Bürostreiche herhalten muss, kann er im Verhör einen „Terroristen“ durch das Herstellen einer persönlichen Verbindung zum Geständnis bringen. Dabei stellt sich allerdings heraus, dass der Verdächtige zwar radikalisiert ist, jedoch von verdeckten Ermittlern zur Tat provoziert wurde, u. a. indem sie die Bombe bereitstellten. Der Verdächtige selbst hat auf Veranlassung der Undercoveragenten lediglich Materialien wie einen Schalter, Kabel und ein Handy beigesteuert.
In Washington D.C. werden durch einen Zufall zwei Behälter mit radioaktivem Caesium entdeckt. Ermittlungen des FBI ergeben, dass es aus Afrika stammt und noch sechs weitere Behälter in die Vereinigten Staaten geschmuggelt wurden. Entgegen der Annahme ihrer Kollegen, dass sich das Caesium im Besitz von Islamisten befindet, vermutet die FBI-Agentin Angela Zamparo, dass Rechtsextremisten daraus eine schmutzige Bombe bauen wollen. Ihr Hauptverdächtiger ist Dallas Wolf, der auf seinem Internetradiosender rechtsextreme Parolen verbreitet. Dieser hat jüngst auch Andeutungen gemacht, dass ein Ereignis bevorsteht, das an Tragweite 9/11 in den Schatten stellen wird.
Nate Foster soll auf Angelas Veranlassung verdeckt ermitteln und Kontakt zu Wolf aufbauen. Zu diesem Zweck begibt er sich in die Skinhead-Szene. Dafür liest er sich in die Ideologie der Rechten ein und legt sich eine Tarnidentität als desillusionierter Veteran des Irakkrieges zu. Um ein besonders attraktiver Rekrut für einen möglichen Anschlag mit radioaktiven Materialien zu sein, behauptet er, in einer ABC-Einheit gedient zu haben. Mittels eines Informanten kann Nate eine Skinheadbande namens „Panzerstrikeforce“ infiltrieren, was er nutzt, um sich in der gut vernetzten Szene der Rechten zu bewegen. Dort trifft er nicht nur auf KKK-Mitglieder und Neonazis, sondern auch auf scheinbar normale Mitbürger, wie den kultivierten Familienvater Gerry Conway. In der Skinheadbande trifft Nate auch auf den Jugendlichen Jonny, der sich aus einem Gefühl der Einsamkeit und Verlorenheit der Gruppe angeschlossen hat, was zu einer Freundschaft zwischen Nate und Jonny führt. Auch zwischen Gerry und Nate entwickelt sich eine freundschaftliche Beziehung, da beide Fans klassischer Musik sind. Gerry leiht Nate zwei Bücher, die ihn damals politisch geprägt hatten.
Tatsächlich lernt Nate Dallas Wolf kennen und bietet ihm Geld für dessen Show, allerdings nur, wenn Wolf „echte Aktionen“ bieten könne. Dieser Schachzug geht jedoch nach hinten los, als Wolf sich kurz darauf beim FBI meldet und Nate als möglichen Terroristen identifiziert. Wolf ist, wie sich nun herausstellt, überhaupt nicht rechtsradikal, er nutzt die Szene lediglich, um damit Geld zu verdienen.
Nates Einsatz scheint damit gescheitert, bis er Gerry die geliehenen Bücher zurückgeben will und dabei vorgibt, nun an die Westküste zu gehen, um die dortigen Organisationen zu unterstützen. Frustriert und wütend erklärt Nate, er habe immer etwas bewegen wollen, sei am Ende aber doch immer wieder an seine Machtlosigkeit erinnert worden. Bewegt durch Nates emotionales Geständnis, weiht Gerry Nate ein, dass er im Besitz des Caesiums ist und plant, eine schmutzige Bombe zu bauen. Nate als Experte für radioaktive Substanzen wird nun in die Pläne einbezogen. Der geplante Zugriff muss allerdings vorgezogen werden, da die Verschwörer ihre Beschatter bemerken und kurzerhand beschließen die Bombe sofort fertigzustellen, obwohl sie den dafür nötigen Dünger unter ihrem echten Namen kaufen mussten. Nate kann im letzten Moment durch ein Täuschungsmanöver dafür sorgen, dass die Terroristen überrascht und überwältigt werden können.
In der letzten Szene sieht man den ehemaligen Skinhead Jonny einen Vortrag in einer Schule über seinen Eintritt in die Neonaziszene halten. Auf dem Flur trifft er sich mit Nate, der ihm sagt, dass er stolz auf ihn ist, und die beiden verlassen das Gebäude gemeinsam.

## Besetzung und Synchronisation
| Darsteller       | Deutscher Sprecher | Rolle            |
| ---------------- | ------------------ | ---------------- |
| Daniel Radcliffe | Nico Sablik        | Nate Foster      |
| Toni Collette    | Christin Marquitan | Angela Zamparo   |
| Chris Sullivan   | Sven Fechner       | Andrew Blackwell |
| Vanessa Ore      | Maria Jany         | Becky            |
| Linc Hand        | Edwin Gellner      | David            |
| Sam Trammell     | Peter Flechtner    | Gerry Conway     |
| Roger Yawson     | Edwin Gellner      | Usman            |

## Hintergrund
Imperium wurde in Virginia in Chesterfield, Petersburg, Hopewell, Richmond und im Prince George County gedreht. In den USA wurde der Film am 19. August 2016 veröffentlicht, in Deutschland erschien er am 9. Dezember 2016 auf DVD.

## Rezeption

### Kritiken
Auf der Website Rotten Tomatoes beurteilten die Kritiker den Film zu 85 Prozent positiv. Das Publikum beurteilte den Film zu 64 Prozent positiv.
Filmdienst lobt Imperium als „spannende[n] Thriller, der die Vielgestaltigkeit der rechten Szene der USA transparent zu machen versucht, die neben kampflustigen Skinheads auch ‚ganz normale‘ weiße Wutbürger umfasst.“

### Einspielergebnis
Der Film konnte weltweit rund 300.000 US-Dollar einspielen.